# ラファイエット (原子力潜水艦)
|          |                                                    |
| 艦歴     |                                                    |
| 発注:    | 1960年7月22日                                      |
| 起工:    | 1961年1月17日                                      |
| 進水:    | 1962年5月8日                                       |
| 就役:    | 1963年4月23日                                      |
| 退役:    | 1991年8月12日                                      |
| その後:  | 原子力艦再利用プログラム                           |
| 除籍:    | 1991年8月12日                                      |
| 性能諸元 |                                                    |
| 排水量:  | 基準 7,250トン 満載 8,250トン                      |
| 全長:    | 425 ft                                             |
| 全幅:    | 33 ft                                              |
| 吃水:    |                                                    |
| 機関:    | 原子力ギアード・タービン                           |
| 主機関:  | S5W原子炉                                          |
| 最大速:  | 水上 16ノット 水中 22ノット                        |
| 兵員:    | 各班士官13名、兵員130名                            |
| 兵装:    | 潜水艦発射弾道ミサイル16基、 21インチ魚雷発射管4門 |

ラファイエット(USS Lafayette, SSBN-616)は、アメリカ海軍の原子力潜水艦。ラファイエット級原子力潜水艦の1番艦。艦名はラファイエットに因む。その名を持つ艦としては3隻目。

## 艦歴
ラファイエットの建造は1960年7月22日にコネチカット州グロトンのジェネラル・ダイナミクス、エレクトリック・ボート社に発注され、1961年1月17日に起工した。1962年5月8日にアメリカ合衆国のファーストレディ、ジャクリーン・ケネディによって進水し、1963年4月23日にブルー班艦長P・J・ハニフィン中佐およびゴールド班艦長ジェームズ・T・ストロング中佐の指揮下就役した。
カリブ海での整調後、ラファイエットはサウスカロライナ州チャールストンでミサイルを積み込み、6月に弾道ミサイル演習のためにフロリダ州ケープカナベラルへ向かう。演習ではブルー、ゴールド両班の乗組員によって4発のミサイルが発射された。その後8月2日にコネチカット州グロトンに到着し、同年の残りは両班の乗組員が定期的に交代して訓練を行った。
ラファイエットは大西洋での最初の戦略抑止哨戒に1964年1月4日にチャールストンを出航した。続く4年にわたってラファイエットはスペインのロタを拠点として16回の哨戒を行った。15回目の哨戒は弾道ミサイル潜水艦による400回目の哨戒となり、ポール・ニッツェ海軍長官より特別の賛辞が与えられた。16回目の哨戒は1967年8月23日にチャールストンで完了し、一週間後にバージニア州ニューポート・ニューズのニューポート・ニューズ造船所でオーバーホールを開始した。1968年12月28日にオーバーホールは完了し、1969年1月に任務復帰する。
ラファイエットは1991年3月1日に不活性化され、8月12日に退役、同日除籍された。その日にワシントン州ブレマートンで原子力艦再利用プログラムに基づき解体が開始され、1992年2月25日に作業は完了した。